# Castello Esterházy
Il Castello Esterházy (in tedesco Schloss Esterházy) o castello di Eisenstadt è un castello della città di Eisenstadt, nel Burgenland, in Austria. Costruito sul finire del XIII secolo, passò di proprietà alla famiglia ungherese degli Esterházy nel 1622. Sotto la direzione del principe Paolo I Esterházy, la residenza venne convertita da castello medievale in palazzo barocco, divenendo la sede amministrativa della famiglia per i successivi trecento anni.

## Storia

### Il periodo medievale
Nel 1364 si sa che sul luogo sorgeva già un fortilizio e che questo passò alla potente famiglia ungherese dei Kanizsai che si dedicarono all'espansione della struttura. Nel 1371 re Luigi I d'Ungheria acquisì per sé il castello e vi sviluppò attorno una città che includeva il perimetro nord dell'attuale città di Eisenstadt, che venne per l'appunto cinta di mura.
Nel 1622 la proprietà del castello passò alla casata ungherese degli Esterházy.

### Il periodo barocco e la ricostruzione (1663–72)
Dopo la morte del conte Ladislao Esterházy nella battaglia di Vezekény del 1652, suo fratello minore Paolo ereditò il castello. Egli riprogettò completamente l'antico castello, andando a creare un vero e proprio palazzo che esprimesse lo status di principe da lui raggiunto, per sé e per i propri discendenti. Egli si servì dunque dell'abilità di stuccatore dell'artista italiano Andrea Bertinalli per eseguire le decorazioni in facciata e ridare un nuovo aspetto alla struttura.

### I cambiamenti del XVIII secolo
Nel XVIII secolo, il castello subì diverse variazioni al proprio interno, con il rifacimento delle decorazioni della maggior parte delle stanze che vennero completate con affreschi e stucchi al soffitto, come pure vennero completamente rifatti i due grandi scaloni di accesso alla struttura.
Il palazzo era una delle residenze estive della famiglia Esterházy e qui venne pi volte ospitato il noto musicista Joseph Haydn.

### Il periodo neoclassico

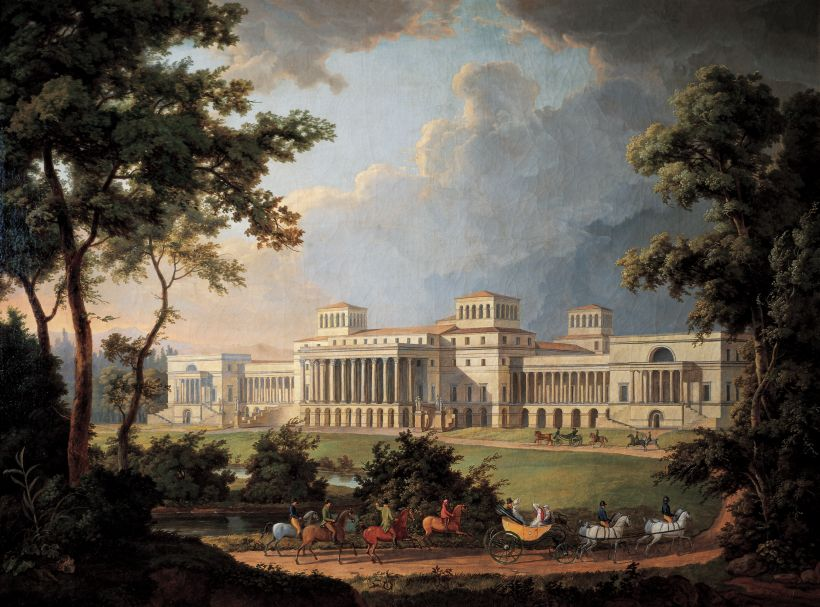
Projektierte Gartenfassade des Schlosses Esterházy di Albert Christoph Dies, 1812. Dies lavorò per il principe Nicola II nel corso del XIX secolo e in questo quadro espresse le ambizioni del principe sulla costruzione in corso.

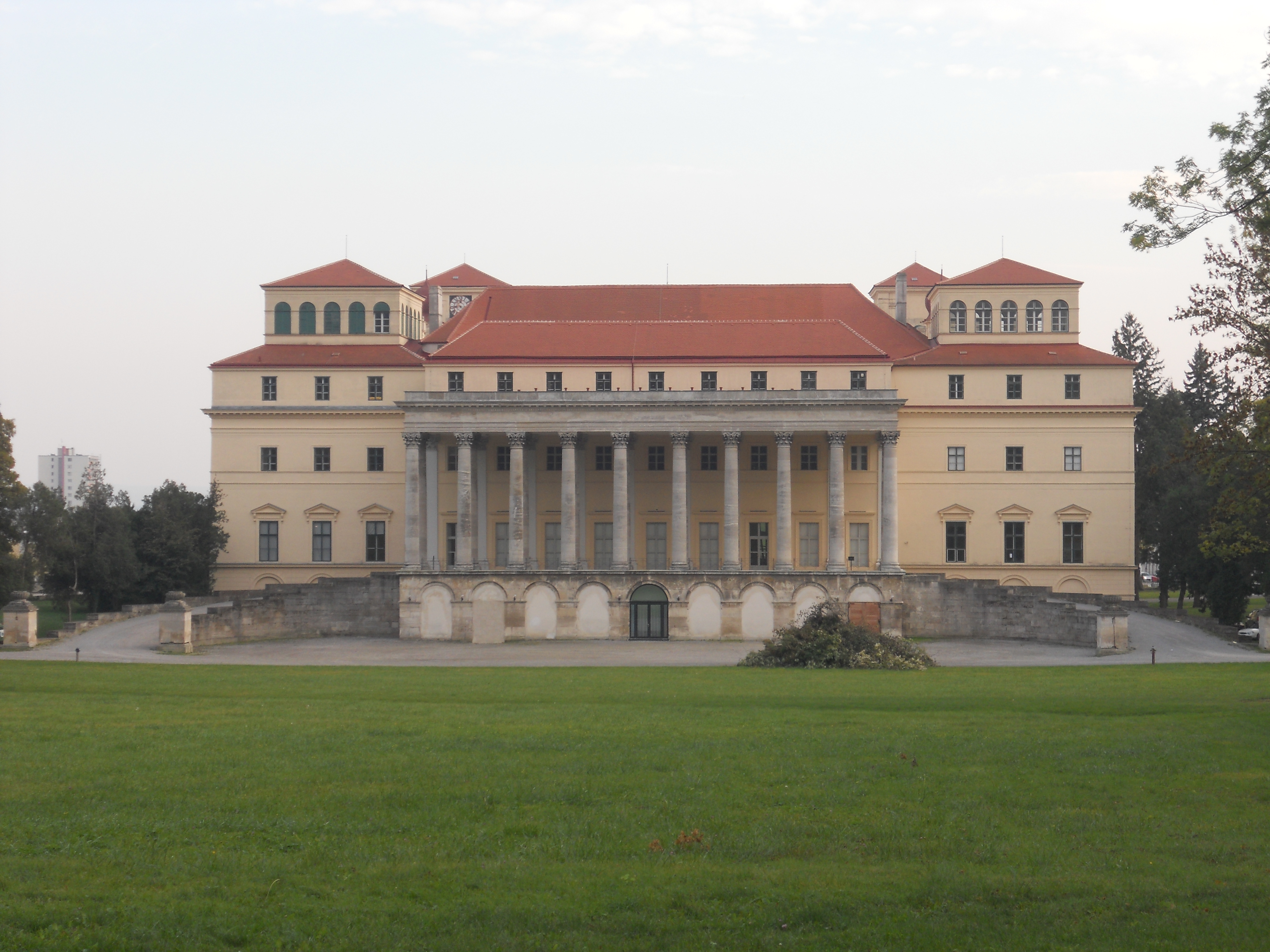
Vista attuale del palazzo dai giardini. Come si può notare solo una parte della struttura venne effettivamente realizzata.

Il principe Antonio Esterházy si impegnò particolarmente nel rifacimento del palazzo pur avendo guidato la casata per un tempo relativamente breve. Suo figlio Nicola II, lanciò un vero e proprio programma per convertire la residenza in stile neoclassico. Nicola riuscì ad ottenere i servigi di uno dei più noti architetti della cosiddetta rivoluzione classica in Francia per la sua epoca, Charles Moreau. Moreau progettò un nuovo palazzo che avrebbe mantenuto solo la parte centrale del castello in stile barocco, estendendo e ristrutturando il resto della struttura in stile neoclassico. La parte orientale avrebbe dovuto accogliere un teatro privato, mentre quella occidentale una galleria di quadri per accogliere la splendida collezione della famiglia Esterházy.
I fondi a disposizione del principe Nicola, per quanto molto ampi, non erano comunque sufficienti a completare tutto questo progetto che quindi venne completato solo in parte.

### La storia recente
Sul finire del XIX secolo iniziarono dei lavori di restauro dell'intera struttura. Alcuni cambiamenti vennero apportati ancora nella prima parte del XX secolo: nel 1945, alla fine della seconda guerra mondiale, il palazzo venne preso in affitto ed utilizzato per dieci anni dagli uffici amministrativi dello stato del Burgenland.
Il palazzo è di proprietà della Fondazione Esterházy che si occupa oggi di amministrare i beni della famiglia principesca. Esso rappresenta una delle più significative attrazioni turistiche dell'Austria, trovandosi in esso anche un museo dedicato alla produzione del vino in Austria.

## LaHaydnsaal

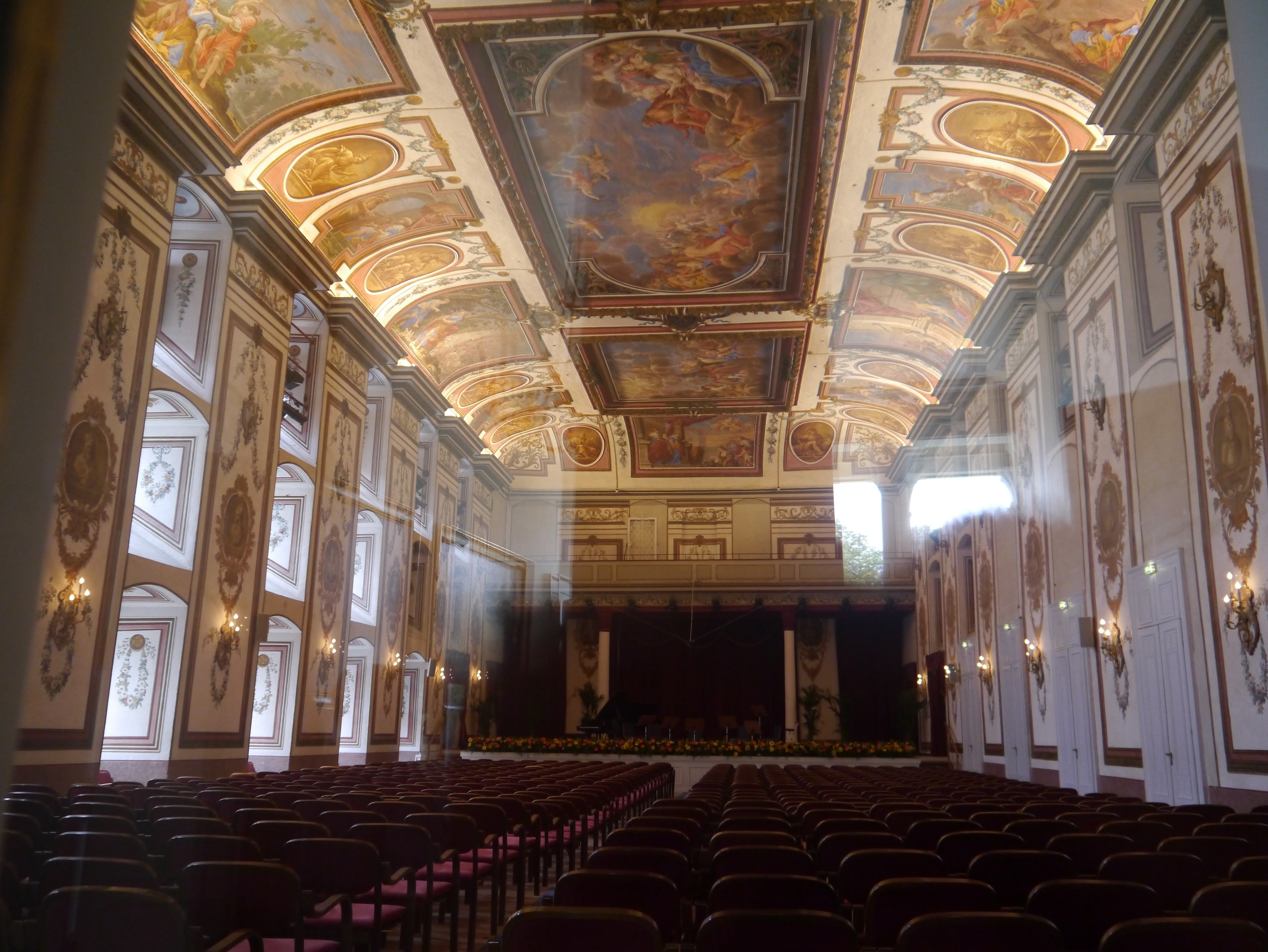
La Haydnsaal

La Haydnsaal, originariamente pensata per essere una sala polifunzionale per banchetti e feste, è una vera e propria opera d'arte all'interno del castello Esterházy, con l'intento di esternare tutto lo splendore e la ricchezza della famiglia principesca proprietaria del complesso.
Il suo nome rimanda al compositore Joseph Haydn che lavorò per quasi quarant'anni della sua carriera per la famiglia dei principi Esterházy. Molti dei suoi lavori più famosi vennero composti e rappresentati per la prima volta al castello di Eisenstadt.
La Haydnsaal venne creata già all'epoca di Paolo I Esterházy, nel corso della fase di costruzione barocca del castello (1663–72) quando venne progettata dall'architetto Carlo Martino Carlone con l'intento di coprire gran parte dell'ala nord del castello.
Nei primissimi anni dell'Ottocento, il pittore di corte Friedrich Rhode eseguì delle decorazioni a festoni in stile Biedermeier che andarono a completare le pitture già eseguite nel XVII secolo dal pittore italiano Carpoforo Tencalla che rappresentano delle scene delle Metamorfosi del poeta e filosofo romano Apuleio, accompagnate da scene tratte dalla novella satirica Amore e Psiche del medesimo autore. Nei pannelli centrali si trova la scena del matrimonio tra Amore e Psiche alla presenza degli dei dell'Olimpo.
Altre scene presenti rimandano alle mele d'oro del giardino delle esperidi. Sul soffitto si trovano anche rappresentati gli stemmi della casata degli Esterházy e figure di personaggi femminili che rappresentano le terre della Corona di Santo Stefano d'Ungheria.
Alcuni medaglioni ai muri, eseguiti da Friedrich Rohde nel 1793, rappresentano busti di monarchi ungheresi da Stefano I all'imperatore Leopoldo I.

## Galleria d'immagini

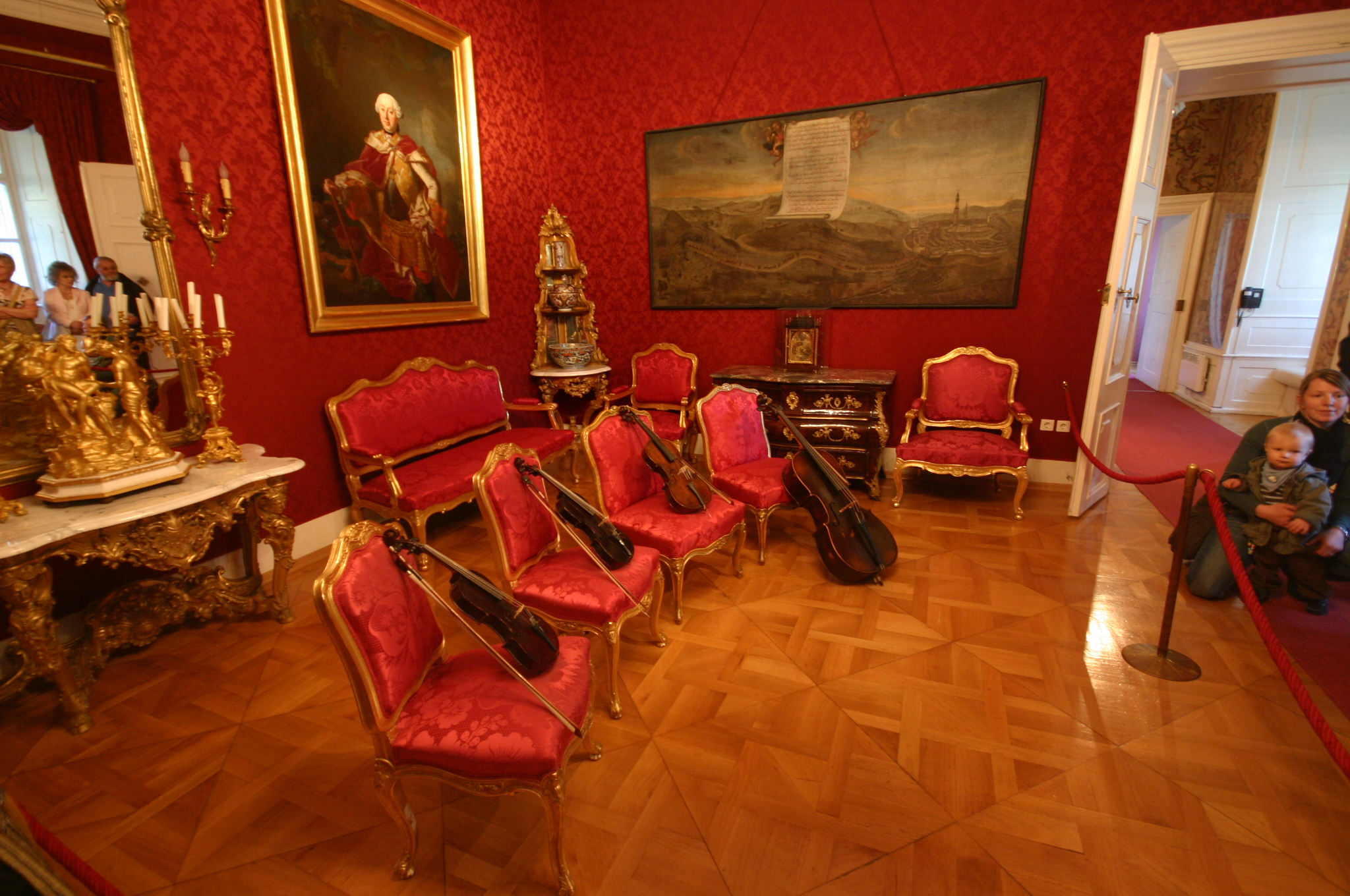
Il Salone Rosso; il ritratto alla parete è quello del principe Paolo II Antonio Esterházy
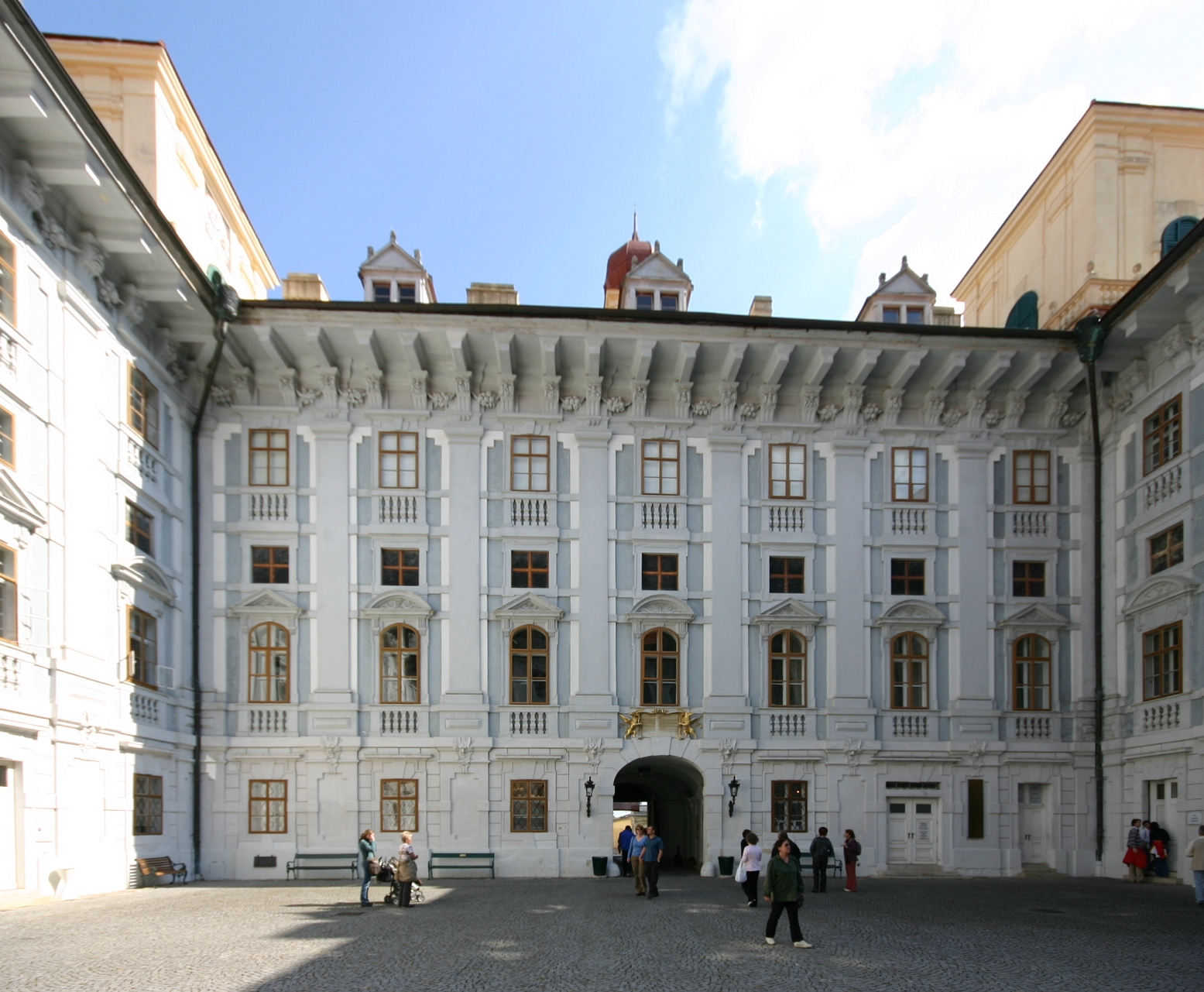
La corte interna del palazzo
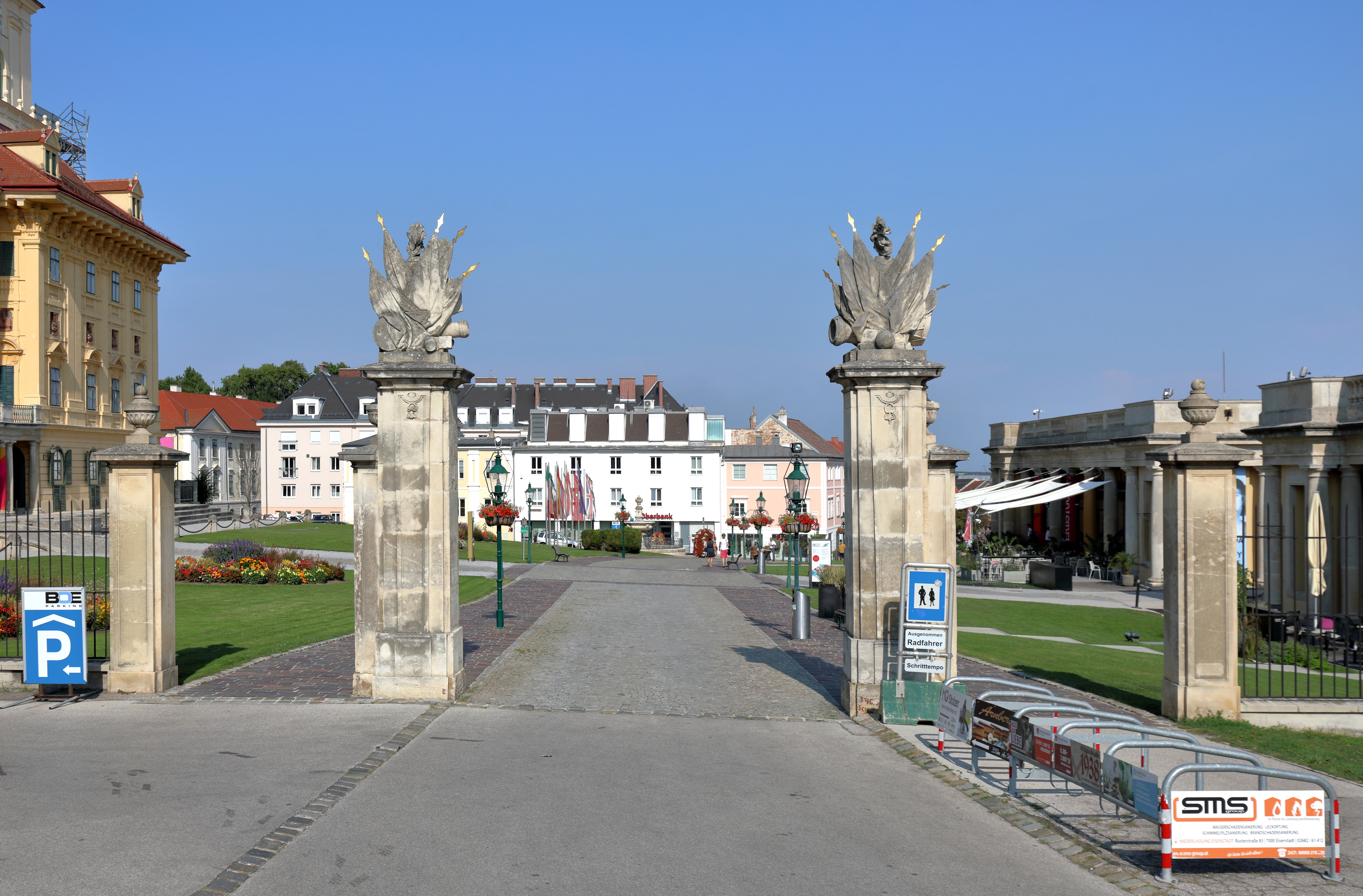
Il cancello d'ingresso
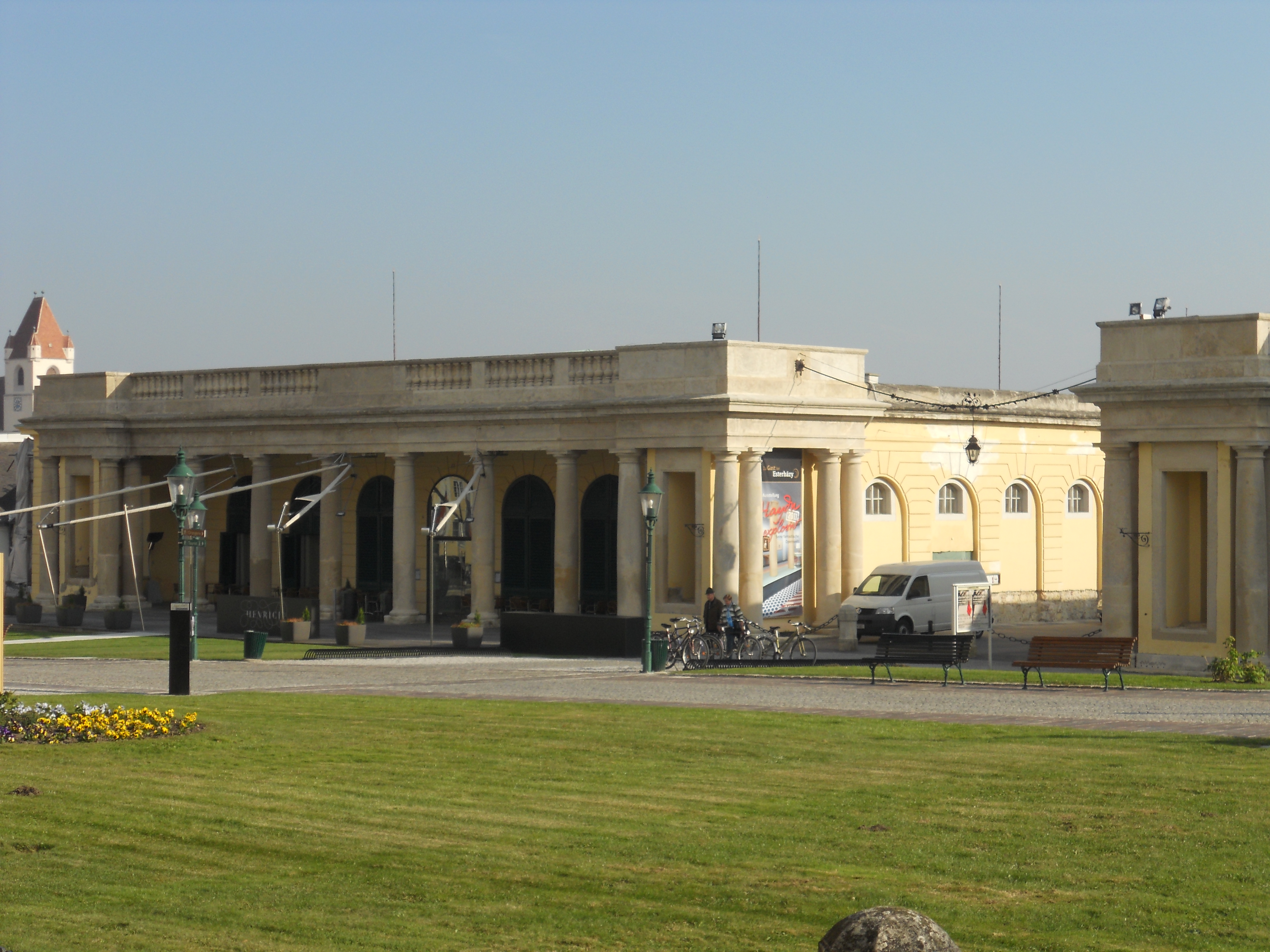
Ex stalle, nel piazzale davanti al palazzo
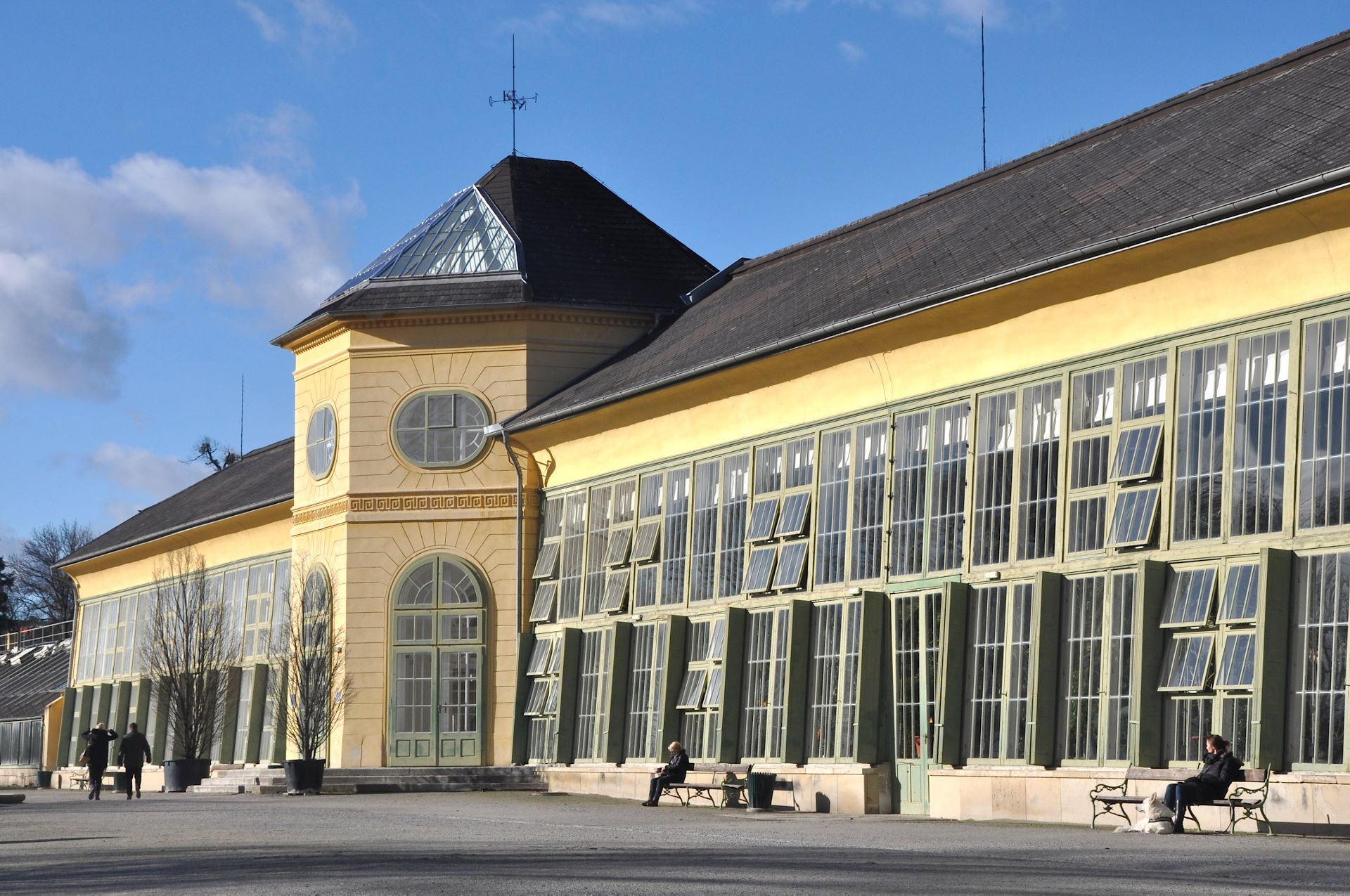
L'Orangerie del palazzo
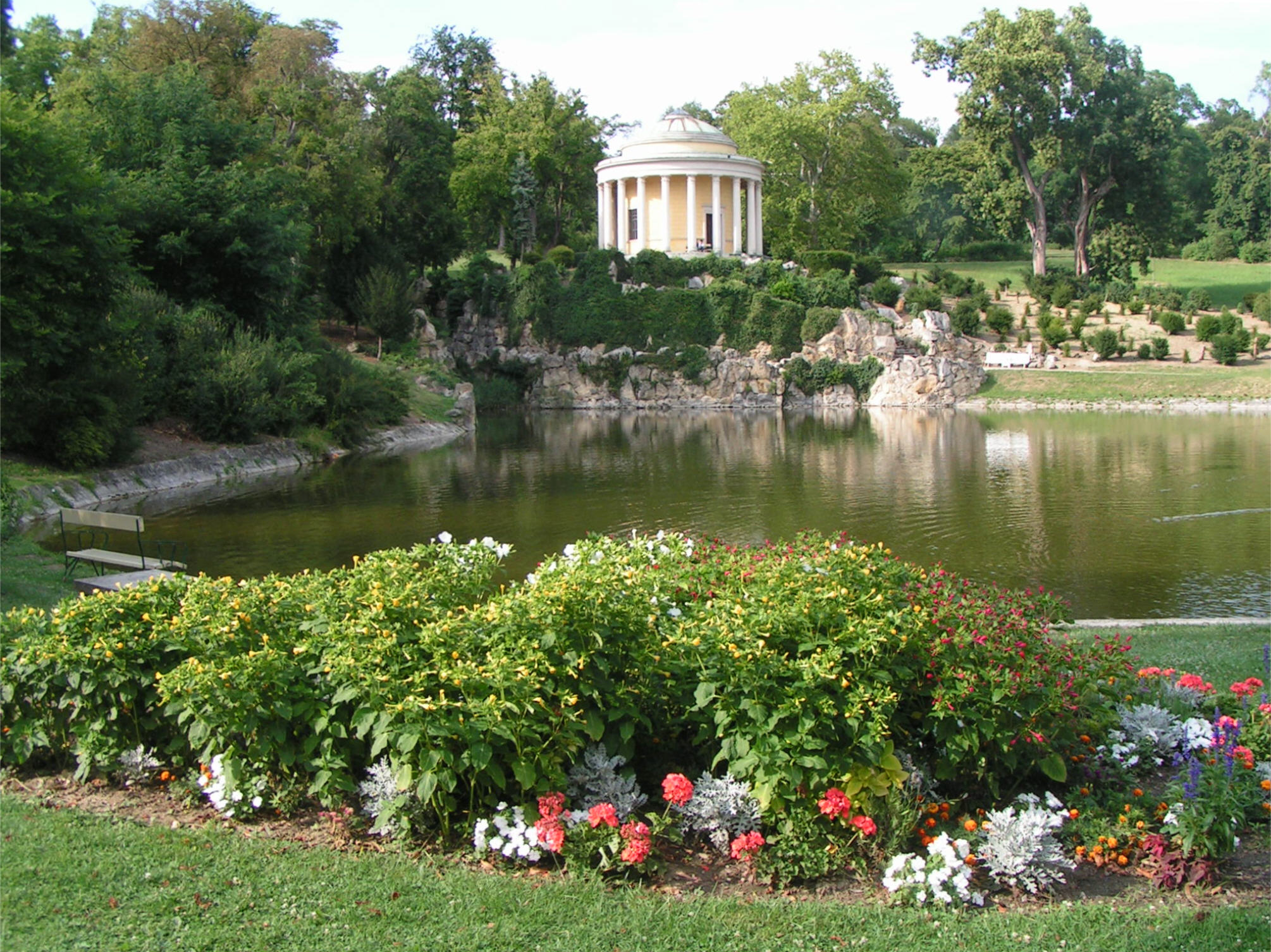
Il Leopoldinentempel
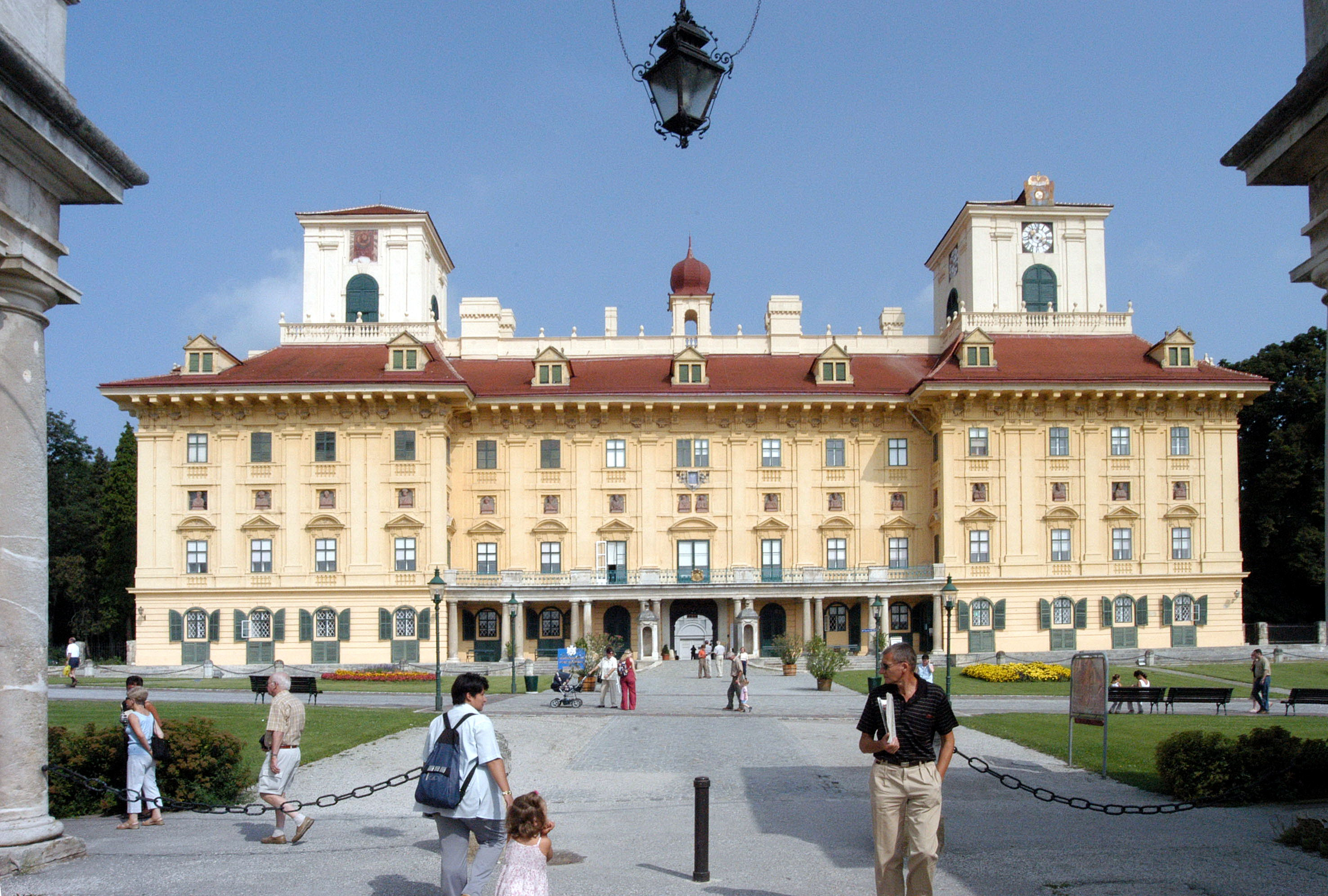
Vista frontale del palazzo dal piazzale antistante
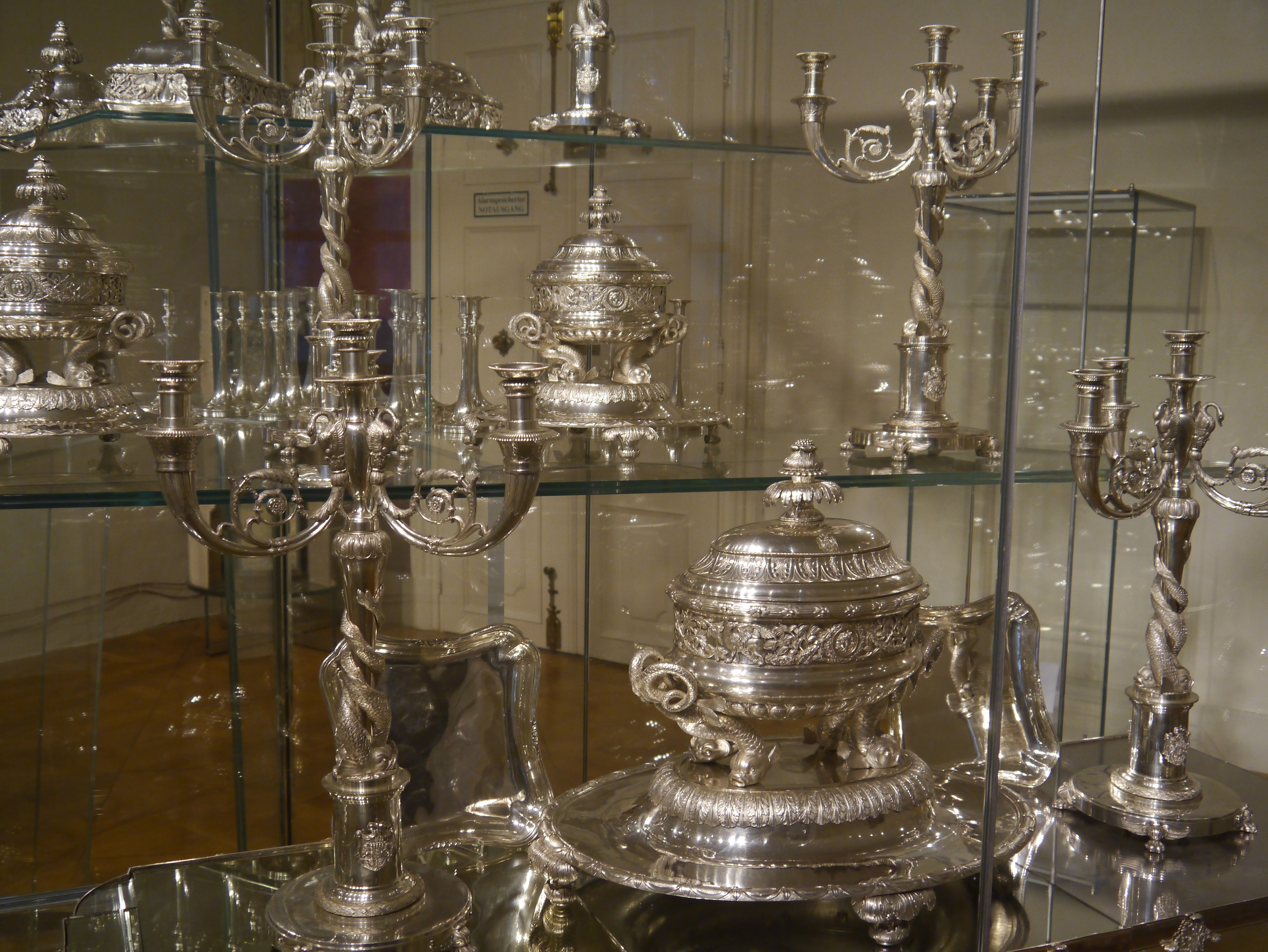
Stoviglie d'argento conservate al museo del palazzo
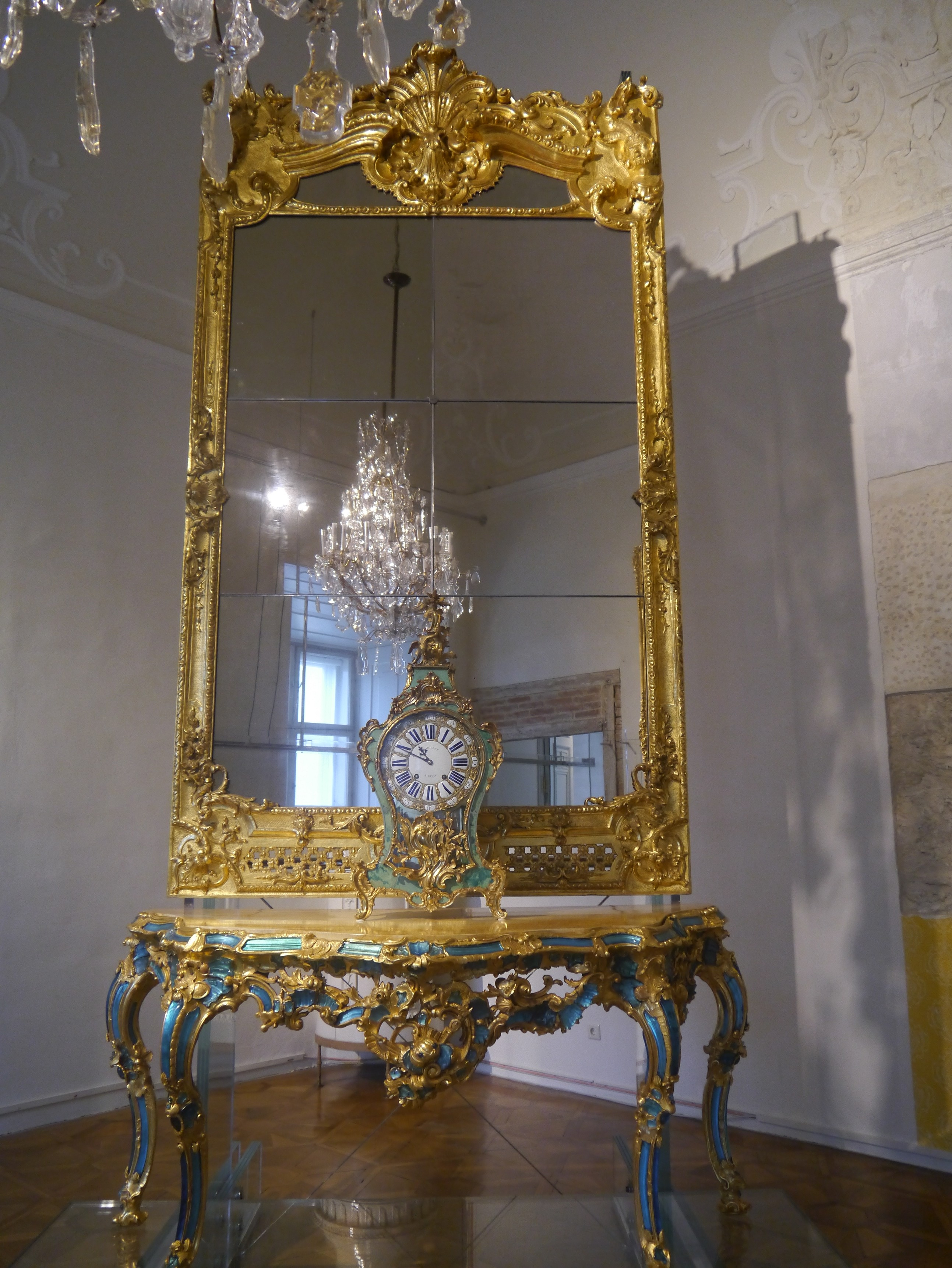
Specchiera del XVIII secolo al museo del palazzo
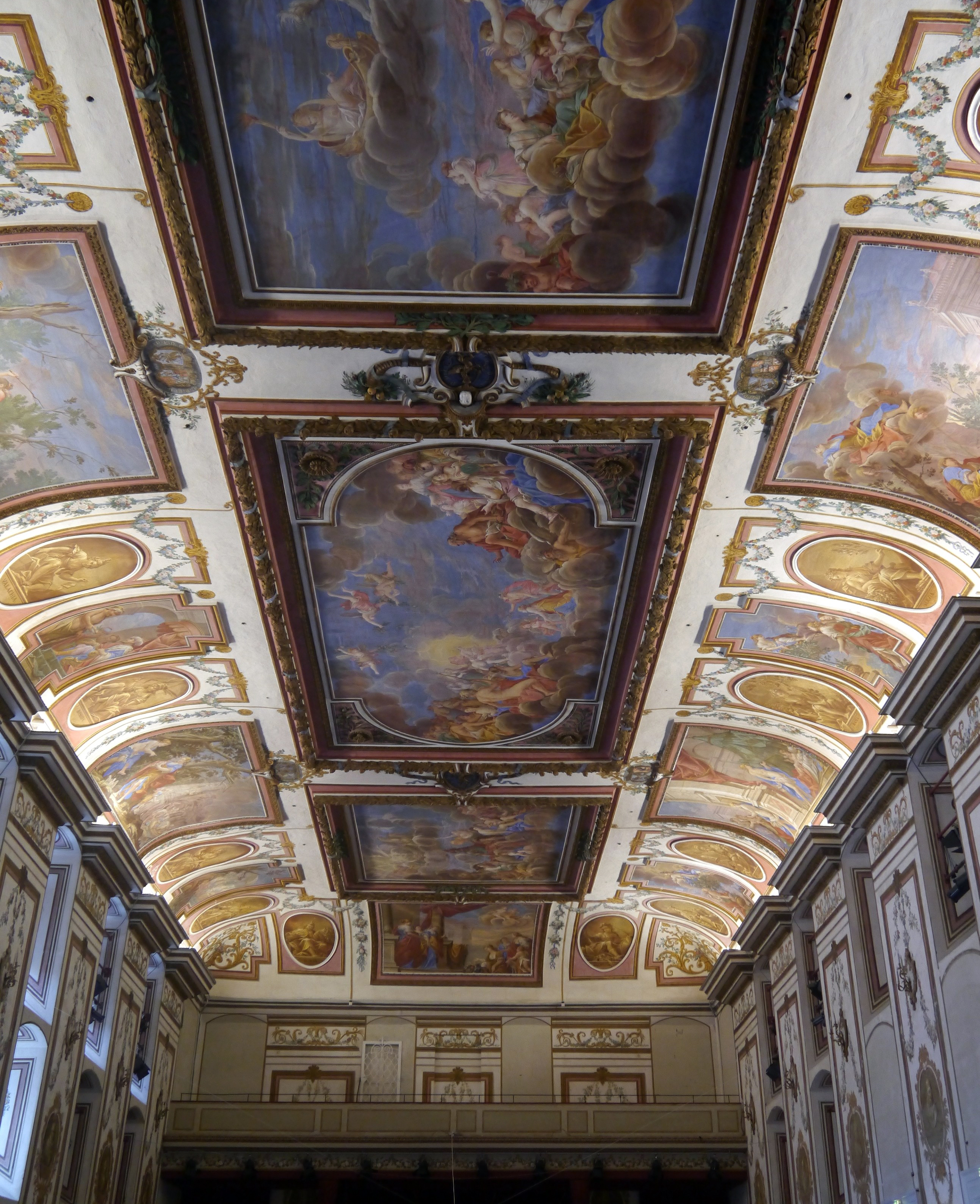
Il soffitto della Haydnsaal